# Colombie aux Jeux olympiques d'été de 1936
Vous lisez un « bon article » labellisé en 2015.
La Colombie participe aux Jeux olympiques d'été de 1936 qui se déroulent du 1er au 16 août 1936 à Berlin en Allemagne. Il s'agit de sa deuxième participation à des Jeux d'été. À la suite de la création du comité olympique colombien le 3 juillet 1936 par Alberto Nariño Cheyne, ce qui permet à la Colombie de participer de façon officielle aux Jeux olympiques pour la première fois, une délégation nationale est composée de six athlètes et de sept accompagnateurs, avec pour porte-drapeau le sprinteur José Domingo Sánchez.
La Colombie fait partie des pays qui ne remportent pas de médaille au cours de cet évènement sportif. Le bilan est même considéré comme étant une performance discrète et est source de frustration, avec au mieux une 18e place obtenue lors du 5 000 mètres par Hernando Navarrete, les autres sportifs engagés ne passant pas les éliminatoires dans leurs épreuves respectives, bien que plusieurs d'entre eux ont amélioré leurs records personnels.

## Contexte
À la suite de la participation du marathonien Jorge Perry aux Jeux olympiques d'été de 1932, Alberto Nariño Cheyne décide de créer le comité olympique colombien (COC). C'est chose faite le 3 juillet 1936, permettant ainsi à la Colombie d'intégrer le sport au niveau mondial. Une fois cette décision validée, une délégation composée de six athlètes et de sept accompagnateurs est envoyée à Berlin pour représenter la Colombie lors des Jeux olympiques d'été de 1936. En Colombie, Alfonso López Pumarejo est élu président lors de l'élection de 1934 sans opposant. Durant son mandat, il lance une série de réformes audacieuses au nom de « Révolution en marche »,, dont une réforme majeure, menée en 1936, qui est une révision constitutionnelle. Elle vise à garantir la liberté de culte et de conscience, la liberté d'enseignement et le droit de grève (sauf pour les fonctionnaires).
Par ailleurs, Adolf Hitler et le parti nazi héritent des Jeux olympiques d'été de 1936 qui avaient été obtenus par le précédent gouvernement allemand sous la République de Weimar. La compétition prend un aspect politique sur fond de propagande nazie, le ministre Joseph Goebbels y voyant l'opportunité de célébrer l'idéal aryen et façonner l'image nazie, aux yeux du peuple allemand et du reste du monde. Ainsi, les athlètes juifs allemands ne peuvent rejoindre la sélection nationale. En 1936, les organisations juives, le mouvement ouvrier international et plusieurs associations démocratiques et humanitaires appellent à boycotter les Jeux du Reich. Les États-Unis menacent également l'Allemagne de boycott mais ne mettent finalement pas leur menace à exécution.

## Constitution de la délégation colombienne

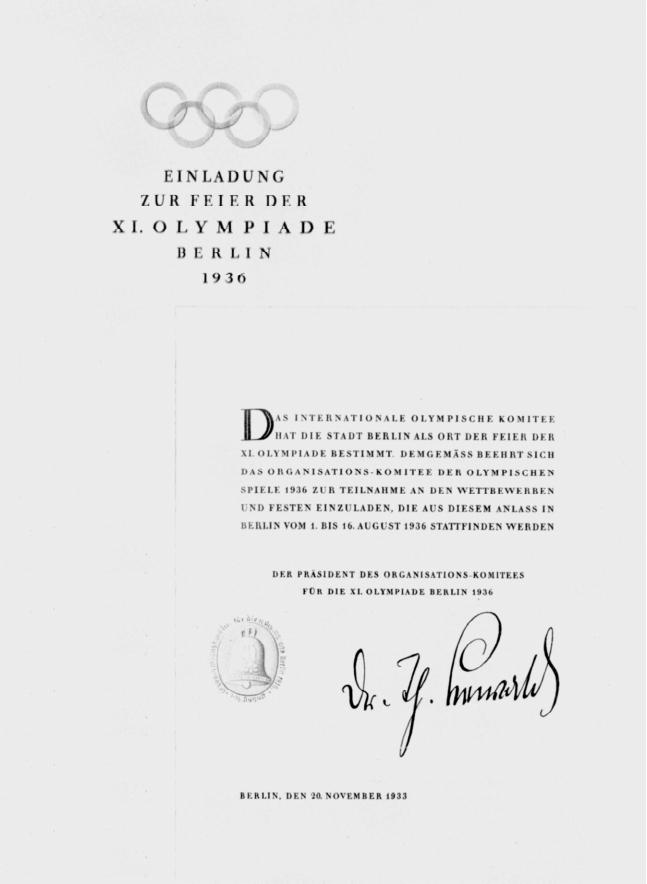
Invitation envoyée aux comités nationaux olympiques pour participer aux Jeux olympiques de 1936.

Une invitation, signée personnellement par le Président du comité d'organisation, le Dr Theodor Lewald, est envoyée à 52 comités nationaux olympiques  pour qu'ils participent aux Jeux olympiques d'été de 1936 qui se déroulent à Berlin. Celle adressée au comité olympique colombien est envoyée le 20 décembre 1933.
Cinq athlètes colombiens sont sélectionnés pour ces Jeux olympiques après avoir concouru à des présélections nationales qu'ils remportent : le lanceur de javelot Campo Elías Gutiérrez, le sprinteur José Domingo Sánchez, le coureur de demi-fond Pedro Emilio Torres, le coureur de fond Hernando Navarrete ainsi que le spécialiste du saut Pedro del Vechio,. Hugo Acosta, coureur de fond, intègre également la sélection nationale grâce à son oncle Dobelay Acosta, ce dernier ayant permis d'amasser de l'argent pour financer le voyage de l'équipe vers l'Europe, et l'athlète payant lui-même une partie de ses dépenses.
En plus des six athlètes, la délégation colombienne compte dans ses rangs sept accompagnateurs : Juan de Dios Salgado (délégué), Agustín Nieto Caballero (représentant du comité olympique colombien), José Antonio Emiliani (pour les associations de football et de basket-ball), Margarita de Emiliani (pour l'Asociación Femenina), José Ignacio González (pour la presse), Roberto Kowell (entraîneur) et Jorge Perry Villate inscrit en tant que participant mais qui ne fera finalement pas partie du voyage.

## Arrivée au village olympique et cérémonie d'ouverture
L'équipe colombienne embarque sur un bateau de tourisme allemand le 9 juin 1936 à Barranquilla, à destination du port de Hambourg. Durant la  traversée de l'océan Atlantique qui dure environ trente jours, quelques-uns des athlètes s'entraînent au niveau de la proue du navire. Les Colombiens prennent ensuite le train jusqu'à Berlin où ils sont accueillis sur l'air de leur hymne national par quelques membres du comité international olympique. La délégation nationale arrive le 11 juillet au village olympique de Döberitz situé à 9 miles du stade olympique. Elle se voit attribuer un attaché, le premier-lieutenant BaronSchenck zu Schweinsberg, comme cela est autorisé par l'article XXV de la charte olympique. Cette personne a pour mission de contribuer à toutes les négociations qu'il pourrait y avoir entre le comité olympique colombien et le comité d'organisation ainsi que de planifier et d'organiser les journées de l'équipe visiteuse.
Sur les 49 nations participantes, la Colombie fait partie avec l'Argentine, la Bolivie, le Brésil, le Chili, le Pérou et l'Uruguay des sept pays d'Amérique du Sud prenant part à ces Jeux. Comme cela est de coutume, la Grèce, berceau des Jeux olympiques et qui accueillit les premiers Jeux de l'ère moderne en 1896, ouvre le défilé des nations. L'Allemagne, qui est le pays hôte, ferme la marche, les autres nations défilant par ordre alphabétique selon le nom des pays dans la langue du pays qui reçoit, l'allemand. La Colombie, dont le porte-drapeau est José Domingo Sánchez, est ainsi la 13e des 49 délégations, après la République de Chine et avant le Costa Rica à entrer dans le stade olympique.

## Résultats et bilan

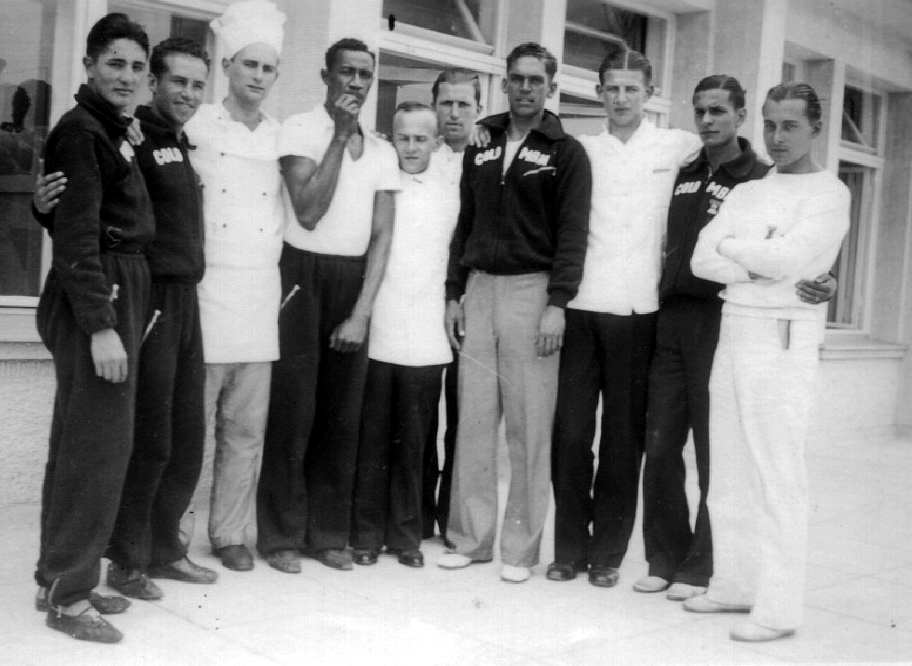
De gauche à droite : les deux premiers sont Hugo Acosta et Pedro Emilio Torres, le quatrième est Campo Elías Gutiérrez, le septième est José Domingo Sánchez et les deux derniers sont Hernando Navarrete et Pedro del Vechio.

À la suite de la demi-finale de football remportée 4-2 après prolongation par le Pérou contre l'Autriche, cette dernière proteste sous prétexte que des supporters péruviens ont envahi la pelouse en fin de match et s'en sont pris à un joueur autrichien. La FIFA ordonne alors que le match soit rejoué. Le Pérou refuse et son équipe olympique quitte la compétition en signe de protestation, la Colombie faisant de même par solidarité,.
La délégation colombienne quitte le village olympique le 18 août 1936. Pour sa deuxième participation aux Jeux olympiques d'été, elle ne remporte aucune médaille olympique, réalisant une performance discrète. En effet, José Domingo Sánchez, Campo Elías Gutiérrez et Pedro Emilio Torres ne passent pas les éliminatoires dans leurs épreuves respectives. Sánchez n'obtient ainsi que la cinquième place lors de la première série éliminatoire du 100 mètres. Si les résultats de la Colombie sont source de frustration, il est néanmoins à noter que plusieurs des athlètes ont battu leurs meilleures performances. Ainsi, Torres améliore son record personnel de 55 s avec un temps de 4 min 25 s lors du 1 500 mètres, terminant neuvième lors de la première série des éliminatoires, après avoir chuté. De son côté, Gutiérrez bat son record personnel de 2 mètres ainsi que le record national avec un jet de 50 mètres au lancer du javelot. Participant également au 100 mètres, il ne se classe qu'au sixième rang de la première série éliminatoire, ce qui ne lui permet pas d'aller plus loin dans la compétition.
Seul Hernando Navarrete parvient à se classer en obtenant la 18e place lors de l'épreuve du 5 000 mètres, avec un temps de 16 min 20 s, meilleur que celui qu'il avait réalisé lors de sa dernière course à l'hippodrome de Bogota avant de partir pour l'Allemagne. Par la suite, Navarrete justifie cette avant-dernière place obtenue par le fait qu'il n'ait pas eu de préparation préalable, sa participation aux Jeux olympiques ayant pour seul but d'apprendre. Quant à Hugo Acosta, étant malade, il ne peut se présenter à cette même course. Enfin, inscrit au triple saut, Pedro del Vechio décide de son propre chef de ne pas concourir à cette épreuve.
| Athlète               | Épreuve           | Performance | Rang                    |
| --------------------- | ----------------- | ----------- | ----------------------- |
| Hernando Navarrete    | 5 000 mètres      | 16 min 20 s | 18e                     |
| Hugo Acosta           | 5 000 mètres      | -           | abandon avant l'épreuve |
| Pedro Emilio Torres   | 1 500 mètres      | 4 min 25 s  | éliminé aux séries      |
| José Domingo Sánchez  | 100 mètres        | ?           | éliminé aux séries      |
| Campo Elías Gutiérrez | 100 mètres        | ?           | éliminé aux séries      |
| Campo Elías Gutiérrez | lancer du javelot | 50 mètres   | éliminé aux séries      |
| Pedro del Vechio      | triple saut       | -           | abandon avant l'épreuve |

José Antonio Emiliani, un des membres de la délégation, écrit dans le journal La Prensa que les sportifs colombiens engagés dans la compétition ont besoin d'être entraînés afin d'apprendre à courir tout en produisant le même effort. En effet, il constate que lorsqu'ils courent, ils retombent sur la plante complète des pieds et non sur la pointe comme le font les professionnels. À la suite de ces Jeux olympiques, plusieurs des athlètes colombiens voient leur carrière sportive prendre une nouvelle dimension. C'est notamment le cas de Navarette, qui en plus de gagner différentes courses nationales et départementales, remporte la médaille d'or dans l'épreuve du 5 000 mètres lors des Jeux bolivariens de 1938 organisés à Bogota, une nouvelle compétition sportive née de l'esprit d'Alberto Nariño Cheyne après la participation de Jorge Perry aux Jeux olympiques d'été de 1932.

### Autres références
1. 1 2  (es) « Historia del Comite Olímpico Colombiano », Comité olympique colombien (consulté le 6 novembre 2015)
2. ↑  (es) « London 2012 », El Espectador, 23 juillet 2012 (consulté le 11 février 2013)[PDF]
3. ↑   (es) « Fechas para recordar : Mayo 1 de 1936 ; López Pumarejo lanza y defiende la revolución en marcha », Revista Credential Historia, no 10,‎ octobre 1990 (lire en ligne)
4. ↑  
(es) Benjamín Ardila Duarte, « Alfonso López Pumarejo y la revolución en marcha », Revista Credential Historia, no 192,‎ décembre 2005 (lire en ligne)
5. ↑  (es) « Reformas de la Constitución de 1886 », Biblioteca Virtual Miguel de Cervantes
6. ↑  
(es) Eduardo Zuleta Ángel, « La Reforma Universitaria », Revista Credential Historia, no 192,‎ décembre 2005 (lire en ligne)
7. ↑  Jean-Pierre Minaudier, Histoire de la Colombie de la conquête à nos jours, Paris, L'Harmattan, coll. « Horizons Amériques latines », 1997, 363 p. (ISBN 2-7384-4334-6, lire en ligne)
8. 1 2  (en) Howard Berkes, « Nazi Olympics Tangled Politics and Sport », NPR,‎ 7 juin 2008 (lire en ligne, consulté le 17 novembre 2015)
9. ↑  Jean-Marie Brohm, 1936, Les Jeux olympiques à Berlin, André Versaille, 2008
10. ↑  « Le CIO et les JO de Pékin : l'analyse de Jean-Julien Ezvan », Le Figaro,‎ 1er avril 2008 (lire en ligne, consulté le 17 novembre 2015)
11. 1 2 3 4 5 6 7 8 9  (es) Alberto Galvis Ramírez, « El COC de cumpleaños », Comité olympique colombien (consulté le 6 novembre 2015)
12. 1 2 3 4 5  (es) José Eduardo Rueda Enciso, « Colombia Olímpica: hazañas y desengaños en la historia deportiva del país », Revista Credencial Historia, no 127,‎ juillet 2000 (lire en ligne)
13. 1 2 3 4  (es) « Pioneros en los olímpicos », El Tiempo,‎ 9 septembre 2000 (lire en ligne, consulté le 13 novembre 2015)
14. ↑  (es) « Mariana Pajón será la abandera por nuestro país en los Juegos Olímpicos de Londres », Mundo Ciclístico,‎ 28 juin 2012 (lire en ligne, consulté le 5 novembre 2015)
15. ↑  (es) Juan Carlos Ibañez Guzman, « Olimpiadas Nazis De 1936 “Una historia no contada” », Las 2 Orillas,‎ 24 mars 2015 (lire en ligne, consulté le 17 novembre 2015)
16. ↑  (en) Paul Doyle, « The forgotten story of ... football, farce and fascism at the 1936 Olympics », The Guardian,‎ 24 novembre 2011 (lire en ligne, consulté le 17 novembre 2015)
17. ↑  (en) « José Domingo Sánchez », Sports Reference LLC (consulté le 23 novembre 2015)
18. ↑  (en) « Elias Gutiérrez », Sports Reference LLC (consulté le 23 novembre 2015)
19. ↑  (en) « Pedro del Vecchio », Sports Reference LLC (consulté le 23 novembre 2015)
20. ↑  (es) « Capsula de El Tiempo : la costa en olímpicos de Berlín », El Tiempo,‎ 10 septembre 1999 (lire en ligne, consulté le 10 novembre 2015)